# GAL 49 Hamilcar
Dimensions
Le General Aircraft GAL 49 Hamilcar est un planeur utilisé par le Royaume-Uni pendant la Seconde Guerre mondiale pour transporter le carburant ou du matériel voire 40 hommes.

## Conception et caractéristique
Le premier appareil a volé pour la première fois le 27 mars 1942. Il a été nommé en l'honneur du général carthaginois Hamilcar Barca père d'Hannibal.
Piloté par 2 hommes, ce planeur géant pouvait transporter 8 tonnes de charge, soit : 
- 1 char Tetrarch ou
- 1 char M22 Locust ou
- 2 Universal Carriers ou
- 1 canon antichar Ordnance QF 17 pounder avec ses servants

## Engagements
En juin 1944, cinquante planeurs Hamilcar sont opérationnels. En 1947, douze planeurs sont encore opérationnels. En tout, quatre cents appareils ont été construits. Ils sont retirés du service dans les années 1950. 
Ils se sont particulièrement montrés lors de l'opération Mallard (en) en appui à l'opération Tonga, une des phases de l'opération Overlord en juin 1944, où 34 GAL 49 Hamilcar sont engagés avec la 6e division aéroportée où ils transportent des chars Tetrarch ainsi que des canons anti-char Ordnance QF 17 pounder avec leurs servants. Malgré la perte de plusieurs planeurs et de leur cargaison lors de l'atterrissage, les chars et canons apporté par les Hamilcar permettront aux parachutistes de renforcer leurs positions.
Ils sont également utilisés lors de l'opération Market Garden en septembre 1944, puis lors de l'opération Varsity en mars 1945.